# 矩尺座θ
矩尺座θ，又名CD-4710611，HD 145842、SAO 226600、HR 6045，是矩尺座的一颗恒星，视星等为5.14，位于銀經334.7，銀緯2.53，其B1900.0坐标为赤經16h 7m 59.5s，赤緯-47° 2.53′ 2″。